# Тръстеник (Сърбия)
 Тази статия е за града в Сърбия.  За други значения вижте Тръстеник (пояснение).  
Тръстѐник е град, административен център на община Тръстеник в Расински окръг на Централна Сърбия, Поморавие.

## География
Населението му е 17 180 жители (2002), а на общината (с още 50 населени места) – 46 046 души.
Градът е разположен на Западна Морава. Известен е с хидравличната и пневматична промишленост от близкото минало по времето на СФРЮ. Най-голямото и значимо предприятие в района е „Петолетка“ АД (бълг. „Петилетка“ АД). В близост до града има малко летище.

## История

### Древна история
Първите селища в землището на Тръстеник датират от времето на неолита – 6000 г. пр.н.е. От това време има разкрити находки в близките села Благотин и Страгари.
Районът на Тръстеник е заселен през античността от тракийското племе трибали. Херодот отбелязва, че през трибалската равнина протича река Амброс – Западна Морава.
През 1 век пр.н.е. римляните завладяват района на Тръстеник. Мястото е стратегическо, т.к. оттук минива важен път свързващ римските провинции, като едно место в теснината по долината на реката между планините Гоч и Гледачките планини, става известно като Стражба (с етимология от страж/а).
През 3 век, римляните пренасят от Апенините по тези земи лозата, като през следващите векове лозарството се превръща в основен поминък на населението от района на Тръстеник.

### Средни векове
През средновековието районът е част от Византия и България, следвайки историческото развитие на българската държава.
Първото споменаване на Тръстеник в писмен паметник е от 1381 година, когато селото, заедно с Велуча и Рибник, се споменава в дарствена грамота на княз Лазар за манастира Раваница. Грамотата се съхранява в библиотеката в Болоня. От това време датират и двата манастира изградени в моравски стил в района на Тръстеник – Любостинския и Велучкия манастир.
През 1427 година османците превземат крепостта на тогавашния Крушевац и Расинско, но по-късно деспот Георги Бранкович си ги възвръща. В близост до тясната част на долината по реката е съградена през този период крепостта Гръбовац или Гръбовъц, станала известна след народа като Иринин град (по името на Ирина Кантакузина, жена на деспота). Районът на Тръстеник е завладян от османците през 1459 година – с падането на Смедеревското деспотство.

### Ново време
През 1784 година Тръстеник е подробно описан в доклад на офицер от австрийското разузнаване, като паланка, в която има 47 мюсюлмански и 17 християнски къщи, каменна джамия, 2 хана и занаятчийски магазини. Паланката Тръстеник се е намирала на 2 km западно от днешния град.
През 1833 година част от територията на община Тръстеник, ведно с Крушевац и територията на сегашната община Врънячка баня, е анексирана от Княжество Сърбия. Тогавашното село Тръстеник е в Пожешка нахия, и като част от Белградския пашалък е по начало в границите на Княжество Сърбия.
Австрийският инженер Франц Винтер и младия техник Никола Пашич изготвят първия регулационен план на Тръстеник в края на 19 век, когато бившата паланка постепенно се превръща в китно и подредено градче с училище, градски пазар, поща, аптека, банка и т.н. През 1899 година е построен стария железен мост над Западна Морава, улесняващ комуникациите и търговията със съседните Левоч и Шумадия. През 1900 година е осветена новата градска църква „Света Троица“. През 1910 година влиза в експлоатация железопътната линия Сталач-Кралево, която значително благоприятства развитието на местното производство и търговията с Австро-Унгария.
По времето на СФРЮ, Тръстеник се индустриализира, а след разпада на Югославия, града залинява.

## Култура
Районът на Тръстеник е богат на културно-исторически забележителности. В близост до града се намира Любостинския манастир, където се е пазело известното Радославово евангелие. Община Тръстеник редовно организира различни културни мероприятия.
Основните забележителности в района на Тръстеник са двата манастира – Любостинския и Велучкия, както и църквата „Света Петка“, която се намира в местността Гръбовачко бърдо. Тук според преданието княгиня Милица пренася мощите на Петка Българска от старопрестолния Търновград, които впоследствие са преместени в храма „Света Петка“ в Белград.
Градската църква, която е изградена през 1900 година, е стилово решена в т.нар. неоморавски стил. В центъра на града е запазена една от най-красивите стари къщи в Моравско от 19 век, в приземния етаж на която е отворен етно-ресторант (механа). Градският музей притежава една от най-богатите и интересни етнографски сбирки в Сърбия.
На 10 km от Тръстеник и Врънячка баня в планината Гоч се намира село Брезовица, където се развива традиционен селски туризъм. Там има запазени стари воденици, като се упражняват и предходни местни занаяти. Гостите могат да се любуват на прекрасните пейзажи в околностите на селото, на поляните пълни с билки и цветя, както и на бистрите планински потоци, които отдалечават посетителите неимоверно от градската суета. Екологично чистата домашно приготвена храна допълнително спомага за релаксиращата отмора. Района на селото е подходящ за туризъм, излети и лов. В близост до селото се намира църквата „Света Петка“.
В Тръстеник, както и в съседната Врънска баня, спорта е на почит.

## Етнография
Генезиса на населението на Тръстеник и околността е същия като този на останалото в Поморавието. Този факт е установен от различни по народност краеведи, езиковеди и изследователи.
В областта по поречието са се упражнявали редица занаяти, като воденичарството, а по левия бряг на реката е било застъпено килимарството. Още Феликс Каниц отбелязва, че в Тръстеник, редом с Пирот и Чипровци се тъкат най-качествените и красиви килими.
Специфичното в мъжката народна носия на тръстеничани, са високите бродирани чорапи, по които те са наричани чорапани.
Тръстеник е известен с хубавото си вино и пивка ракия, които по стар обичай се подслаждат преди употреба, т.е. традиционно тръстеничани приготвят, поднасят и консумират греяно вино и ракия.

## Интересен факт
На 30 април 1999 година е разрушен от НАТО стария железен мост на Тръстеник над река Западна Морава. Вследствие от бомбардировката загиват двама души, а моста е атакуван още 2 пъти на 1 май 1999 година. По време на бомбардировката НАТО не атакува новия мост, който е разположен наблизо, и по който съвсем необозпокоявано могат да преминават танкове и друга бронирана техника за разлика от разрушения стар мост.

## Известни личности
- Добрица Чосич